# Seznam brazilskih filozofov
Seznam brazilskih filozofov.

## A
- Pedro Américo

## B
- Frei Betto (Carlos Alberto Libânio Christo OP)
- Clodovis Boff
- Leonardo Boff

## C
- Olavo de Carvalho (1947 – 2022)
- Benjamin Constant Botelho de Magalhães (1836 – 1891)

## F
- Mário Ferreira dos Santos (1907 – 1968)
- Paulo Freire

## U
- Roberto Mangabeira Unger